# Vytautas Dudėnas
Vytautas Dudėnas (* 8. Juni 1937 in Dievoniai, Rajongemeinde Kelmė) ist ein litauischer Finanzier und Politiker, Ehrenbürger von Kelmė.

## Leben
1944 emigrierte er nach Deutschland. von 1945 bis 1949 lebte er in Kempten (Bayern). 1949 emigrierte er nach Chicago (USA). 1955 absolvierte er die Mittelschule Tilden. 1959 absolvierte er das Studium der Geisteswissenschaften und 1961 das Masterstudium der Finanzen an der Universität Chicago. Danach arbeitete er im Investmentbanking. 1971 war er einer der Gründer von AMBAC (American Municipal Bond Assurance Corporation).
Seit 1991 lebt er  mit seiner Frau Eglė in Litauen. Er war Berater des litauischen Finanzministers und bis 1993 Präsident der Lietuvos investicijų bankas. Von 1996 bis 2000 war er Mitglied im Seimas, von 1999 bis 2000 Finanzminister Litauens. 
Seit 1993 ist er Mitglied von Tėvynės sąjunga. Er war Ateitininkai-Mitglied.

## Ehrungen
- Ehrenbürger von Kelmė